# Нигерит
Нигерит (Sn, Zn, Fe2+)2(Al, Fe3+)4(O2,OH)8 — минерал класса окислов, надгруппы хёгбомита, назван по стране, где впервые был найден.

## Свойства минерала

### Структура и морфология кристаллов
Тригональная сингония. Пространственная группа — P3m1. Структура близка к структуре шпинели и хёгбомита. Точечная группа — 3m ({\displaystyle L_{3}3L_{2}3P}); a : c = 1 : 2,4112. Кристаллы несовершенные — гексагональные таблички. Наблюдались параллельные срастания с мусковитом и с ганитом, ориентированные нарастания кристаллов нигерита на призматические кристаллы стравролита.

### Физические свойства
У нигерита из пегматитов Сибири спайность совершенная, у минерала из Нигерии лишь в шлифах наблюдались несовершенная спайность. Очень хрупок. Твердость 8—9. Микротвердость 1206 кГ/мм2. Удельный вес 4,3—4,5. Цвет бурый разных оттенков: темно-бурый, желтовато-бурый, светлый, бледно-желтоватый, желтовато-оранжевый, красновато-бурый. Иногда различаются зоны с различной окраской, отмечено секториальное строение. Блеск стеклянный до жирного. Слабо магнитен (притягивается электромагнитом). В катодных и ультрафиолетовых лучах не флуоресцирует. 
Микроскопическая характеристика
В шлифах в проходящем свете желтоватый; слабо плеохроирует; одноосный; {\displaystyle n_{a}} около 1,81; {\displaystyle n_{b}} = 1,8. Отражательная способность 8,5%.

### Химический состав
Состав непостоянен. Формула типа AB2O4. Среди элементов группы A резко преобладает Zn, Sn, а также Fe2+, значительно меньше содержание Mn и Ca. Соотношение Zn : Sn : Fe варьирует. В группе B существенно преобладает алюминий, второстепенное значение имеют Fe3+, а также Mg и Ti. Часть кислорода замещена на OH+. Типичными элементами-примесями являются: Nb, Ta, Li, Ca, Cd. В кислотах нерастворим. С бурой и фосфорной солью легко сплавляется, с содой — с трудом.

## Нахождение
Встречается в виде мелких таблитчатых кристаллов (в Нигерии до 1 см в поперечнике, в Португалии 80 — 200 {\displaystyle \mu }). Редкий минерал контактовых зон оловоносных гранитных пегматитов с гранитами. Впервые был найден в составе кварцево-силлимантовых пород, образующих зоны приконтактных частях оловоносных пегматитов в Кебби (Нигерия) в ассоциации с ганитом, гранатом, касситеритом, колумбит-танталитом, хризобериллом, апатитом. В аналогичных условиях (десиликация или ассимиляция пегматитовым расплавом пород, богатых Al2O3), образовался в Сибири, где широко распространен в приконтактных участках пегматитов сподуменового типа и вокруг ксенолитов вмещающих осадочно-метаморфических пород в силлиманито-андалузито-кварцевых жилах; тесно ассоциируется с мусковитом, силлиманитом, андалузитом, ставролитом, апатитом, турмалином, хризобериллом, ганитом, фосфатами алюминия. Установлен в пегматитах Португалии в виде включений в слюде, нередко в ассоциации с литиофиллитом, апатитом, вивианитом.